# El Cajon
El Cajon é uma cidade localizada no estado americano da Califórnia, no Condado de San Diego. Foi incorporada em 12 de novembro de 1912. É a cidade natal do piloto Jimmie Johnson, heptacampeão da NASCAR.

## Geografia
De acordo com o United States Census Bureau, a cidade tem uma área de 37,4 km², onde todos os 37,4 km² estão cobertos por terra.

### Localidades na vizinhança
O diagrama seguinte representa as localidades num raio de 8 km ao redor de El Cajon.

## Demografia
Segundo o censo nacional de 2010, a sua população é de 99 478 habitantes e sua densidade populacional é de 2 661,72 hab/km². Possui 35 850 residências, que resulta em uma densidade de 959,24 residências/km².